# 594

## Родени
- 7 август – императрица Когьоку, 35-и и 37-и император на Япония

## Починали
- 17 ноември – Григорий Турски, историк; епископ на гр. Тур
- 31 декември – Марий, първи епископ на Лозана